# Notre-Dame (Bernay)
Die Abteikirche Notre Dame von Bernay in der Normandie ist eine der ältesten normannischen Kirchen in Nordfrankreich. Errichtet wurde sie ursprünglich ab 1015 bis nach 1050. Besonders bemerkenswert sind die Kapitelle des Innenraumes.
Das Langhaus hat eine Höhe von 16 Metern und eine Breite von 8 Metern. Der Obergaden wurde im 17. Jahrhundert stark erneuert. Der ursprüngliche Aufriss hatte keine Wandgliederung, wie sie heute zu sehen ist.
Der Bau erlitt verschiedene schwere Beeinträchtigungen: Im 15. Jahrhundert ersetzte man die Apsis durch eine gotische, man riss die Nebenapsiden ab und erneuerte das nördliche Seitenschiff. Im 17. Jahrhundert verkürzte man das Langhaus um zwei Joche und erbaute eine neue Westfassade. Jedes Joch des südlichen Seitenschiffes wurde mit einer Kuppel überwölbt. Nach der Revolution wurden die Apsis des 15. Jahrhunderts, das Nordquerhaus und die Apsis des Südquerhauses zerstört. Ab 1963 begann man eine mustergültige Restaurierung. Man legte im Langhaus die Wände frei und konsolidierte sie. Mit der Wiederherstellung der Apsidiolen (kleine Nische als Teil einer großen Apsis) in Holz scheint man aber jüngst das Prinzip der „non-restauration“, der unveränderten Bewahrung des Erhaltenen, verlassen zu haben.

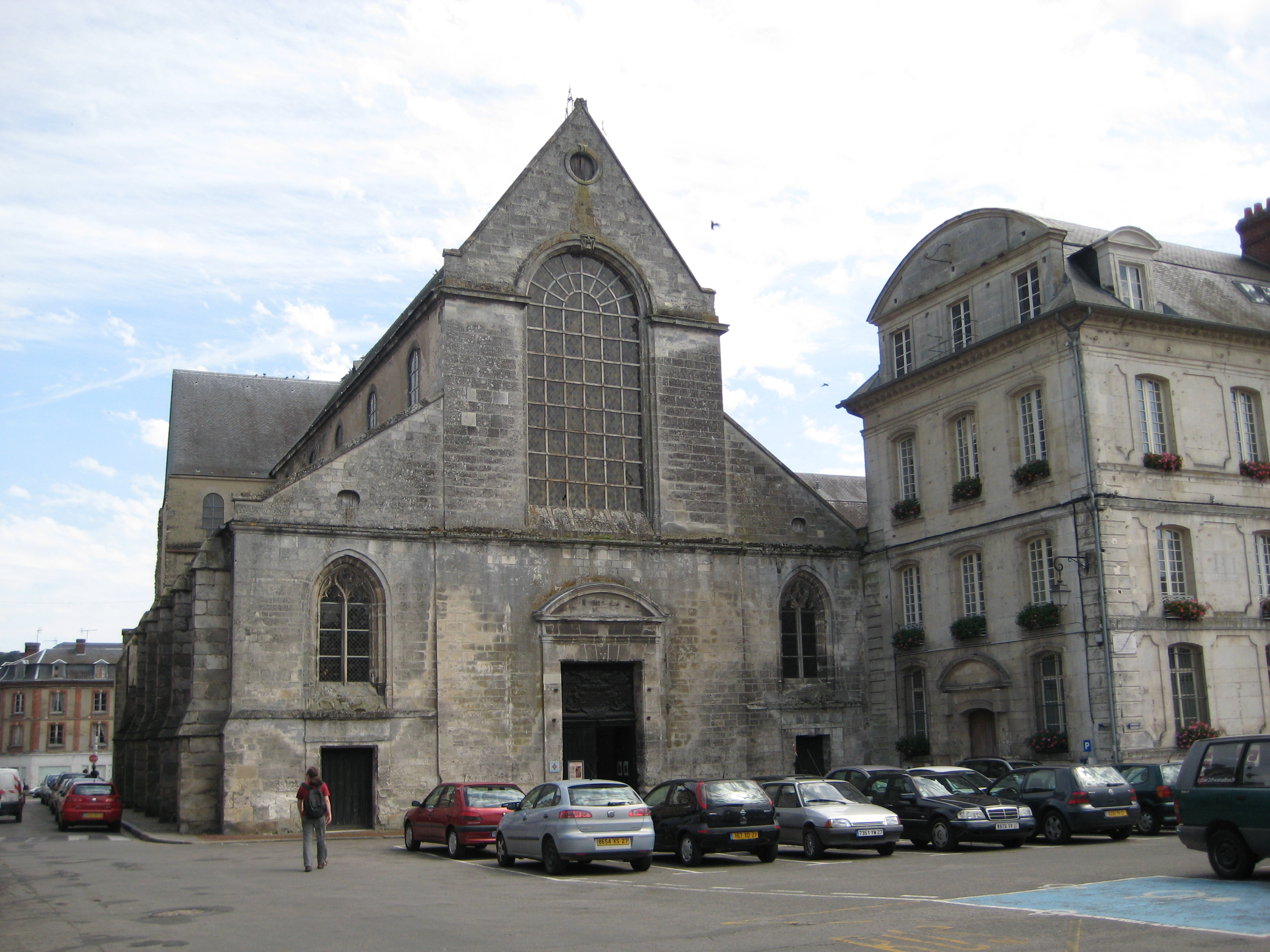
Westfassade
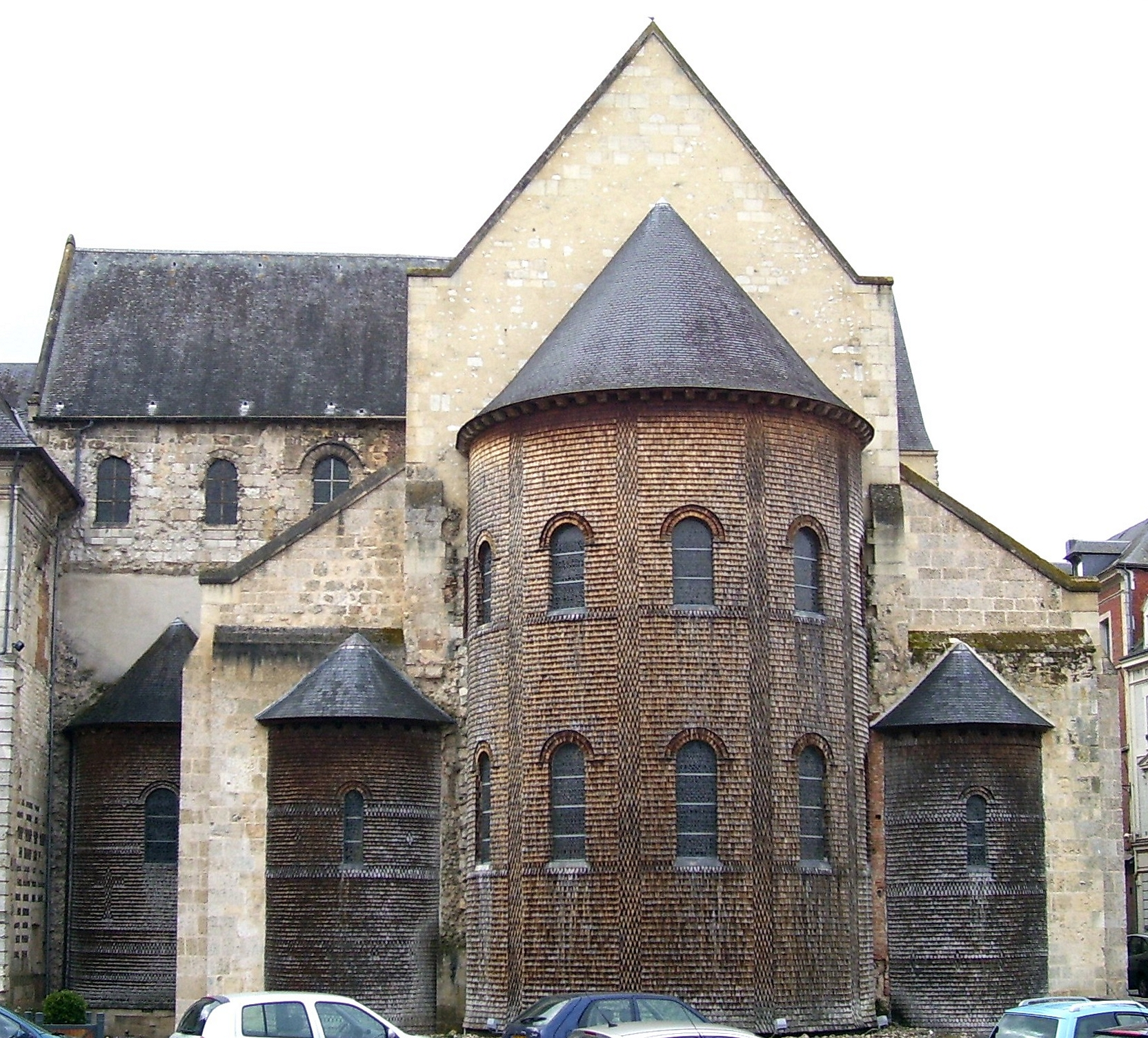
Ostfassade
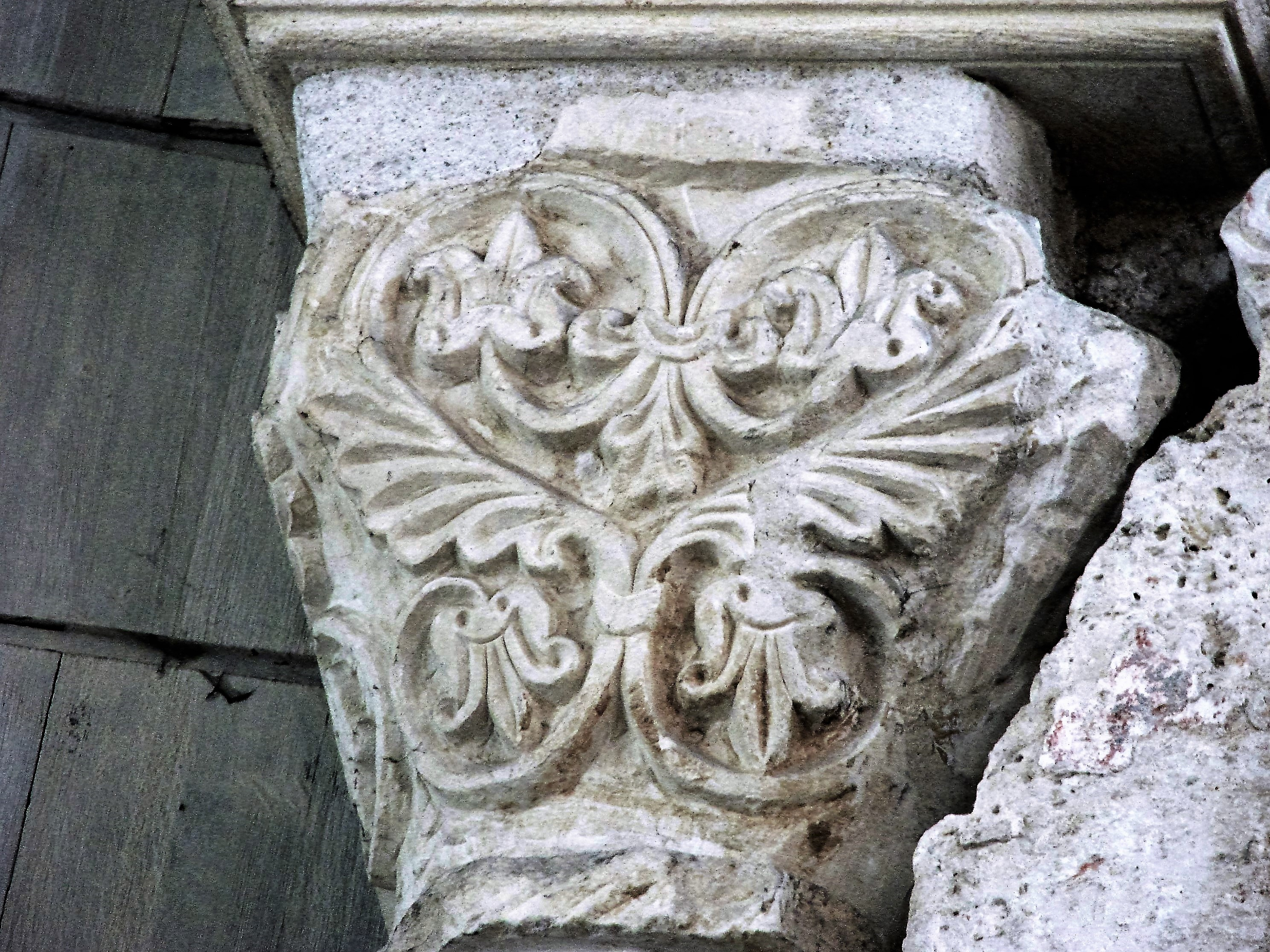
Kapitell
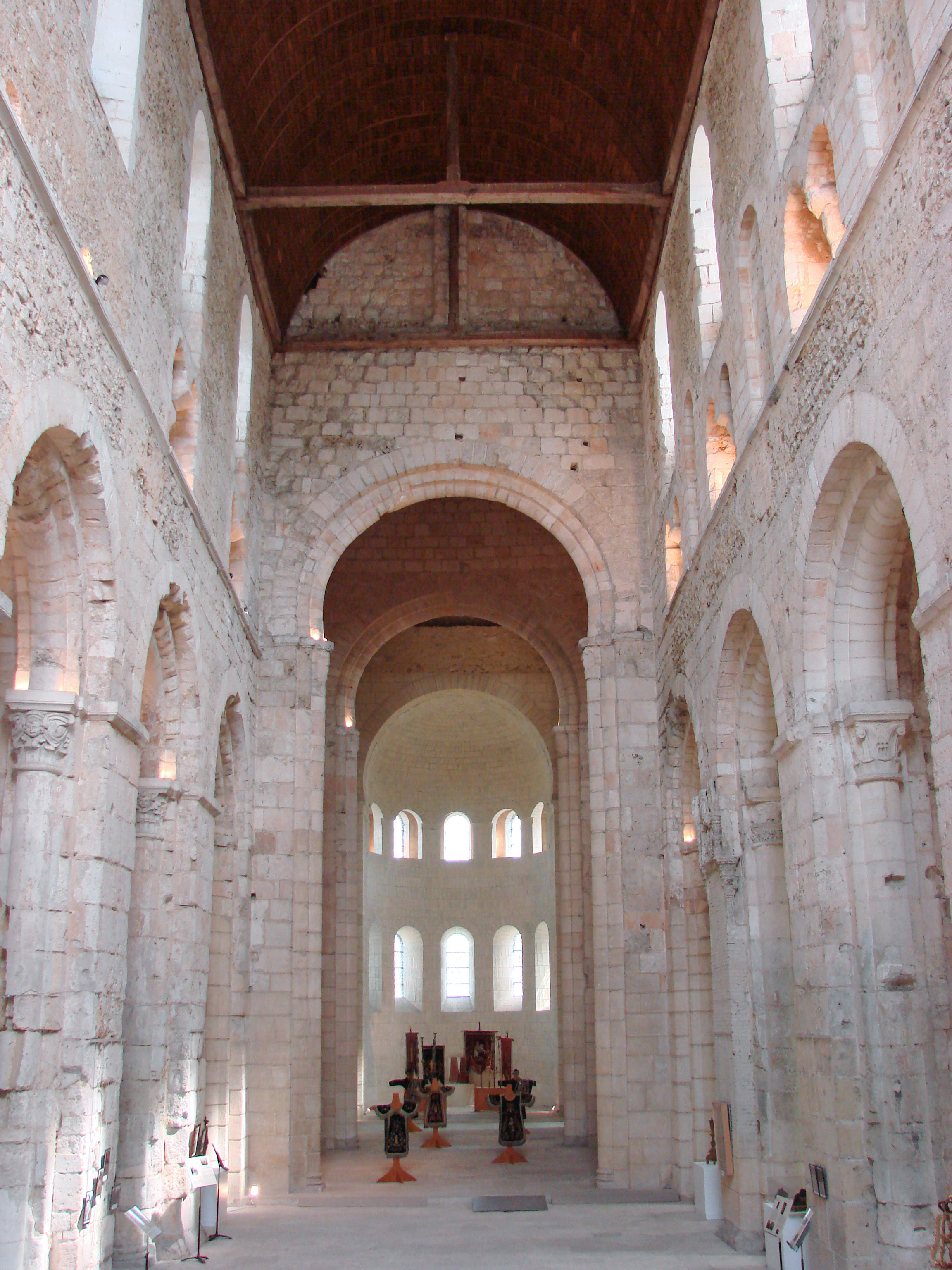
Kirchenschiff